# 鼠鲨属
鼠鯊屬（學名：Lamna）是鼠鯊科下的一屬鯊魚。

## 吸熱能力
鼠鯊屬可以維持高於周邊海水溫度的體溫，比起其他的軟骨魚更高，最高的溫差可達15.6℃。在魚類中，可以控制體溫的只有較大及敏捷的物種，如藍鰭金槍魚及劍魚等。

## 物種
鼠鯊屬包含以下物種：
- 鼠鯊 Lamna nasus (Bonnaterre, 1788)：分佈於大西洋及南太平洋的海岸區域及遠洋。
- 太平洋鼠鯊 Lamna ditropis C. L. Hubbs & Follett, 1947：分佈於北太平洋海岸。
- †Lamna attenuata (Davis, 1888)
- †Lamna carinata (Davis, 1888)
- †Lamna hectori (Davis, 1888)
- †Lamna marginalis (Davis, 1888)
- †Lamna obliqua (Agassiz, 1843)
- †Lamna quinquelateralis (Cragin, 1894)
- †Lamna trigeri (Coquand, 1860)
- †Lamna trigonata (Agassiz, 1843)